# Masdevallia irapana
Masdevallia irapana är en orkidéart som beskrevs av Herman Royden Sweet. Masdevallia irapana ingår i släktet Masdevallia och familjen orkidéer.
Artens utbredningsområde är Venezuela. Inga underarter finns listade i Catalogue of Life.